# Elipse (narrativa)
A elipse é um dispositivo narrativo que omite uma parte da sequência de eventos, permitindo que o leitor ou espectador preencha as lacunas narrativas. Ela serve para sugerir uma ação simplesmente mostrando o que acontece antes e depois do que é observado. A grande maioria dos filmes usa elipses para esconder ações que não acrescentam nada à narrativa, mas além dessas elipses de "conveniência", elas também podem ser utilizadas para avançar a história, condensar o tempo, permitir que o leitor preencha as partes ausentes da narrativa com sua imaginação, ou para criar uma sensação de confusão no caso de narrativas não lineares.
A elipse é bastante usada na literatura, como nas obras modernistas de Ernest Hemingway, que foi pioneiro na Teoria do Iceberg, também conhecida como teoria da omissão. O romance To the Lighthouse, de Virginia Woolf, contém exemplos famosos de elipses literárias. Entre a primeira e a segunda parte do romance, muitos anos se passam e a Primeira Guerra Mundial é travada e vencida. O leitor fica encarregado de inferir os eventos que ocorreram durante o tempo decorrido pelas mudanças evidentes nos personagens do romance. Outro exemplo é encontrado em The Age of Innocence, de Edith Wharton.
A elipse também é um procedimento comum na narrativa cinematográfica, em que o movimento e a ação desnecessários para contar uma história geralmente são removidos pela edição. Por exemplo, não seria necessário mostrar um personagem se levantando de uma cadeira e caminhando por toda a extensão de uma sala para abrir uma porta. Em vez disso, o personagem pode ser mostrado levantando-se da cadeira e, no corte seguinte — normalmente visto de um ângulo diferente ou com um plano extra no meio, necessária para suavizar a lacuna do tempo —, ele já teria atravessado a sala e estaria perto da porta. A lógica da narrativa permite que o espectador desconsidere a elipse nesse caso. No início de 2001: Uma Odisseia no Espaço (1968), de Stanley Kubrick, por exemplo, um salto cronológico gigantesco é dado quando a narrativa salta da primeira tecnologia da humanidade, uma clava de osso, para uma espaçonave voando pelo espaço no ano 2001. Nesse caso, porém, a elipse — um raccord na linguagem cinematográfica — é preenchida pelo paralelismo metafórico entre os dois objetos, visualmente semelhantes em forma e unidos por um profundo significado antropológico.
O diretor japonês Yasujirō Ozu também é famoso por seu uso de elipses. Pessoas ou eventos importantes são omitidos em sua narração, deixando o que aconteceu evidente para o público somente por meio do diálogo subsequente. Por exemplo, em Banshun (1949), Noriko é mostrada prestes a sair para o casamento em seu quimono, enquanto a cena seguinte mostra o Sr. Somiya em um bar após o casamento.